# Condado de Chattooga
O Condado de Chattooga é um dos 159 condados do Estado americano de Geórgia. A sede do condado é Summerville, e sua maior cidade é Summerville. O condado possui uma área de 812 km², uma população de 25 470 habitantes, e uma densidade populacional de 31 hab/km² (segundo o censo nacional de 2000). O condado foi fundado em 28 de dezembro de 1838.